# エジプト古王国
エジプト古王国（エジプトこおうこく 紀元前2686年頃 - 紀元前2185年前後）は、古代エジプト史における時代区分。通常エジプト第3王朝からエジプト第6王朝までの時代を古王国と呼ぶ。なお、この区分は現代エジプト学による区分であり、古代エジプト人自身が初期王朝時代と古王国を区別していたわけではない。初期王朝時代の最後の王カセケムイは古王国の最初の王達と血縁関係を持つのみならず、首都や国家機構も含め、古王国は初期王朝時代の継続である。
古王国時代は古代エジプトを代表する建造物であるピラミッドの建設が始まることや太陽神殿の建設に特徴づけられ、またそれらを可能とする行政機構、国家制度が整備された時代である。

## 概略
サナクト王が、恐らくはエジプト第2王朝の王女を娶って紀元前2686年頃に王となり、エジプト第3王朝が開かれたことを以って古王国時代のはじまりとされる。現代では4つ、または6つの王朝が古王国時代に分類される。先王朝時代から引き続いて首都はメンフィスに置かれた。

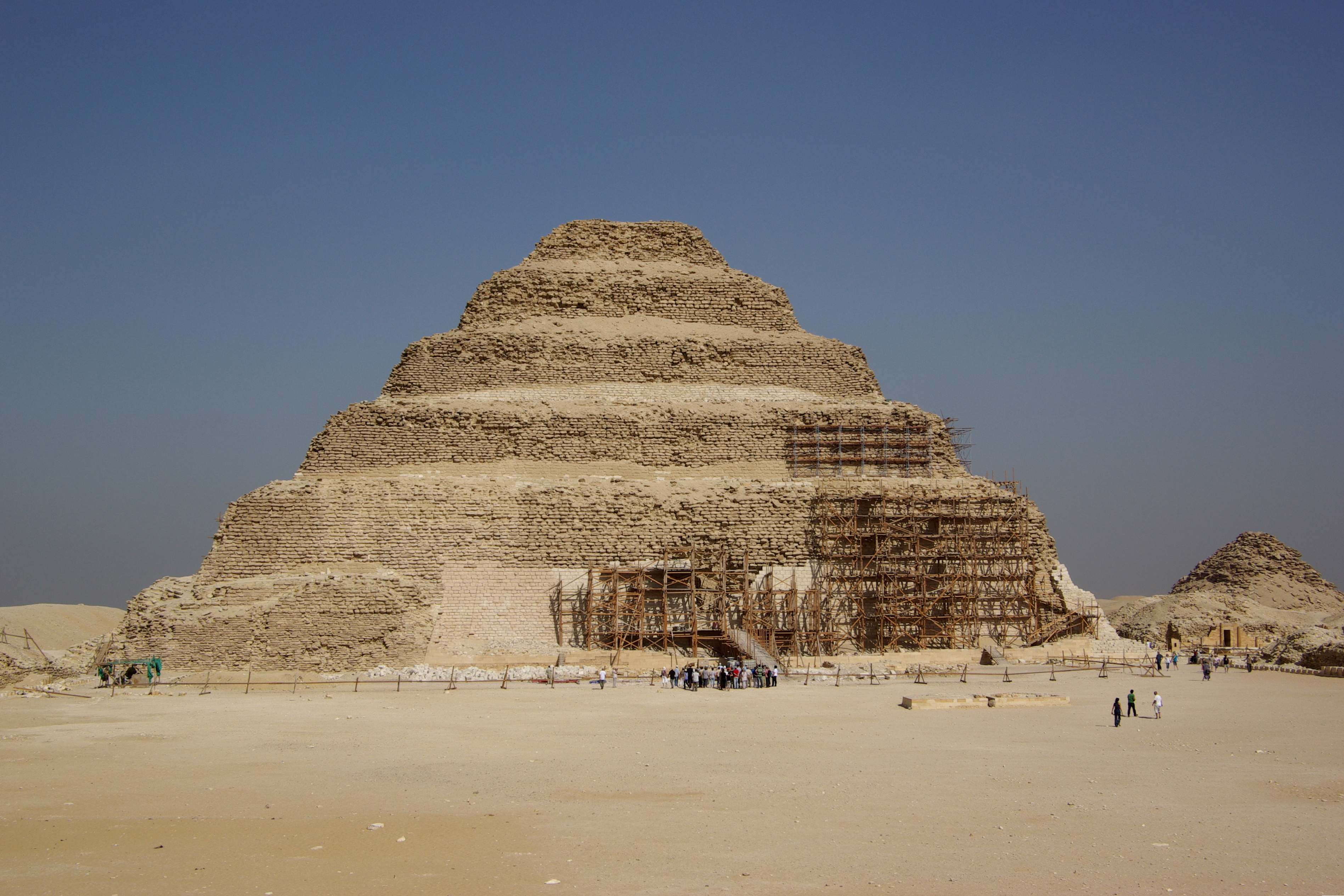
ジェゼル王のピラミッド （サッカラ）

### 第3王朝（前2686年-前2613年）
この王朝の時代、多くの新機軸がエジプトに導入された。まず史上始めてピラミッドが建造された。サッカラに建造されたジェセル王の階段ピラミッドがそれであり、王の葬祭を担う重要な形式が成立した。またはじめてサナクト王の時代、初めてカルトゥーシュが用いられた。これはヒエログリフの文書で王名を囲う枠であり、その後古代エジプト文明の終焉まで使用され続ける事になる。

### 第4王朝（前2613年-前2498年）
史上名高いギーザの大ピラミッドが建造されたのがこの王朝の時代である。建造者であるクフ、カフラー、メンカウラーの三王は現代最も著名な古代エジプト王の一角であり、ヘロドトスのような古代の著作家も彼等について記録を残している。これらのピラミッドの様式は、第3王朝時代に作られた階段状の外観を持つピラミッドから、直線のラインを持つ真正ピラミッドへと切り替えられている。宰相職に王子が就任し、王族を中心とした体系的な官僚機構が整えられた。この王朝の王達はまた、古代エジプトにおいても長く語り継がれ、中王国時代の文学作品にも主要な登場人物として登場した。

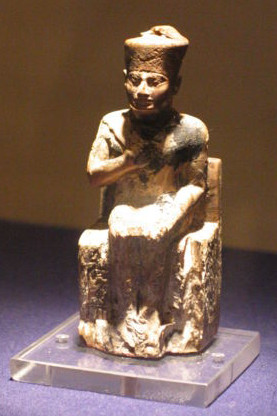
クフ王の小像

### 第5王朝（前2498年-前2345年）
ピラミッドの大きさは定型化し、第4王朝時代のような特大のピラミッドは建造されなくなった。変わって熱心に太陽神殿が建造された。これはヘリオポリスにある高い砂と聖なるベンベン石を模した聖所であり、また王の称号に「ラーの子」が加えられるなど、太陽神ラーに対する崇拝が進展した。国家機構も第4王朝時代よりも更に整備され、官僚機構は次第に王族を中心とするものではなくなり細分化された。上エジプト地方の行政効率化のために常時複数の宰相が複数の任地で任務を分担する体制が整えられた。

### 第6王朝（前2345年-前2181年）
第5王朝に引き続いて定型化された大きさのピラミッド建造が続いたが、建築技術は退化しその多くは現在崩落の度合いが高い。ピラミッド内部にピラミッド・テキストと呼ばれる呪文が書かれるようになった。これらの中にはラー神に対する物と並んでその後のエジプトで重要な信仰を集める冥界と復活の神オシリスに対する物が含まれる<。またこの王朝の時代には対外関係において極めて活発に活動し、採石、採銅、石材、木材を求めてシナイ半島やパレスチナ、ヌビア等に経済的、軍事的遠征が繰り返された。

### 第7王朝、第8王朝（前2181年-前2160年）
この時期を古王国とするか、次の第1中間期に分類するかは研究者により一定しない。第6王朝の末期、肥大化した官僚機構を改善するための行政改革はうまくいかず、また各地の州侯の自律性が高まって中央政府の地方に対する統制力が低下した。王の威光は低下し、一方勢力を増した各地の州侯や役人達は大型化し良く整備されたマスタバ墓を残している。マネトは第7王朝はメンフィスで70日間に70人の王が統治したとする。この二つの王朝の実在は不確かであり、この時代にエジプトの統一が崩れた。第8王朝の若干の王はサッカラにピラミッドを残している。

## 王朝の交代

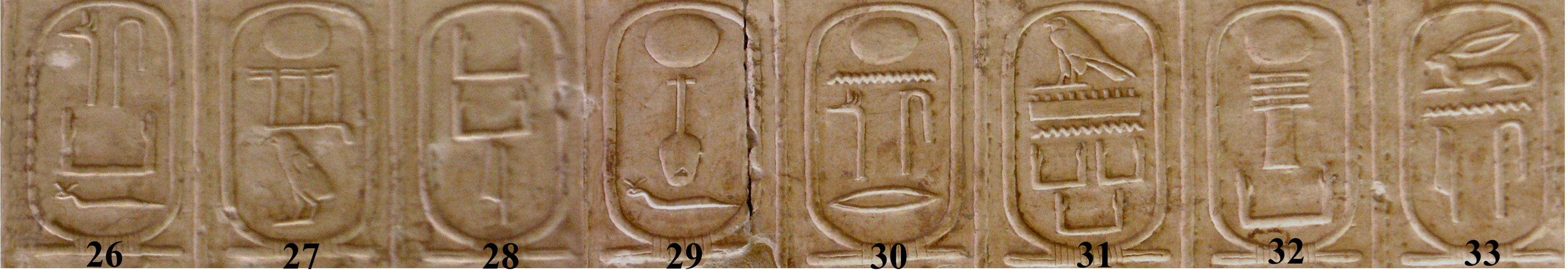
アビュドス王名表に記された古王国時代の王のリスト

古王国時代は通常第3から第6（または第8）までの王朝が順次交代したとされる。しかしこれは戦争や大規模な混乱の末の交代というようなものとはかなり異なったものであった。恐らく第2王朝と第3王朝の交代においても同様であったが、新王朝の最初の王とされる王は例外無く前王朝の王族の娘を妻とすることで血統的正統性を確保しており、また王朝の創設者は第4王朝の初代王スネフェルや第5王朝の初代王ウセルカフのように自身が前王朝の王族に連なる血筋を有する場合がほとんどである。第3王朝時代（或いは初期王朝時代の第1王朝時代）から第6王朝時代に至る王朝の交代劇は基本的には政府内における事件であって、大規模な戦争などによって交代がなされたわけではなく、エジプトは数世紀にわたる統一権力の下に置かれ続けていた。

## 古王国政治の変遷
古王国時代以前、初期王朝時代からエジプトの歴代王は王権強化に邁進してきた。その手段として行政組織も整備されていった。

### 前半
古代エジプトの地方行政州であるノモスに関する記録がはじめて登場するのはエジプト第3王朝時代である。ノモスは、その原型を統一王朝時代以前から存在する地域共同体か、初期王朝時代に設置された行政州かのいずれかに持つと考えられており、古王国時代より前から存在すると考えられるが、古王国時代になってそれについての史料が増加することは行政州としてのノモスの整備が進んだことを示すと考えられる。第3王朝時代には「長官」、「耕地指揮官」などの称号があったことが記録にある。初期段階では恐らく、王族や王の任命による州侯が定期的にノモスを巡察して収穫状況などを把握し、徴税を行った。第3王朝時代の行政組織はまだあまり体系だった組織ではなく、その国家機構は未熟であったといわれている。
第4王朝時代には国家機構は大幅に整備された。これは国内支配を安定させることはもとより、増大するピラミッド建設に対応するための資源、労働職の集配機能を持った行政組織の必要性が高まっていたことに対応したものであった。建築活動を統括する労働長官（王の全ての労働の長官 imy-r kk3t nbt nt nswt）は、その他の部門よりも上位とされており、建築活動が重要視されたことを物語っている。第4王朝において上位官職は基本的に王族の独占であった。特に第4王朝において行政組織の最高位であった宰相職は、初代のスネフェル王の王子ネフェルマートが就任して以来、慣習的に王子が担当し、労働長官職は宰相となった王子が兼任した。これは王への権力集中の証であるが、一方では王族から上級職にあたる人員を十分確保できるという事実は行政組織の規模の小ささと単純さを示すものでもあった。とはいえ第4王朝初代の王スネフェル以来整備されたこの行政組織によって第4王朝時代には空前絶後の巨大ピラミッド建設が可能となったのである。

### 後半
第5王朝時代に入ると上位官職の王族独占は終焉を迎え、最上位たる宰相を含めた地位に非王族の有力者が進出した。この人事的な変化とクフ王以後のピラミッドの縮小傾向を重ねて、王権が弱体化していったという説があるが、そもそも行政組織の体系的な整備と拡大が進行したことで、もはや王族から必要な人員を確保するのは非現実的であり、王族外の有能な人材の抜擢は必然的な流れであった。司法、農政、書記、財政といった主要な行政部門が整備されるのもこの時期である。一方で宰相が複数置かれるようになり、1人の役人に権力が集中することを防止しようとした形跡も見られる。地方行政においては「上エジプト監督官（imy-r Šm3w）」などの官職が登場するようになり、また第5王朝時代頃から、州侯が管轄するノモスに居住し、地位を世襲する動きが見られるようになった。こうした州侯は次第に王墓の周辺ではなく自らの任地に墓を造営するようになった。
しかしこうして複雑化、細分化する行政組織に比して税収の増加は次第に頭打ちとなっていた。行政組織の複雑化はとりもなおさず役人の増加に直結する。役人に対しては王領地の租借や葬祭用の供物の提供などいくつかの方法で給与が与えられたが、人数の増加に伴い、土地であれ葬祭用の供物であれ、一人当たりに支払われる報酬は減少し、役人の生活状態は悪化した。第5王朝の末期から第6王朝にかけて、おそらく税収の増加を目指した行政改革が繰り返し行われているが十分な効果はあがらなかったようである。このため、ピラミッド都市管理者などへ各地の役人を任じたり、ピラミッド都市等の付属領地を褒賞として与える方策が採られるようになった。これによってピラミッド複合体を通じて供給される供物などが中央政府の役人や州侯等に開放される道が開けた。しかし、有力な州侯や役人はこうした官職をいくつも兼任し、次第に王を上回る勢力を持つものも形成されていった。そして第6王朝の王ペピ2世の極めて長期にわたる在位の間に、王の指導力や地方に対する統制力は著しく弱体化することになる。

## 古王国時代の遺構

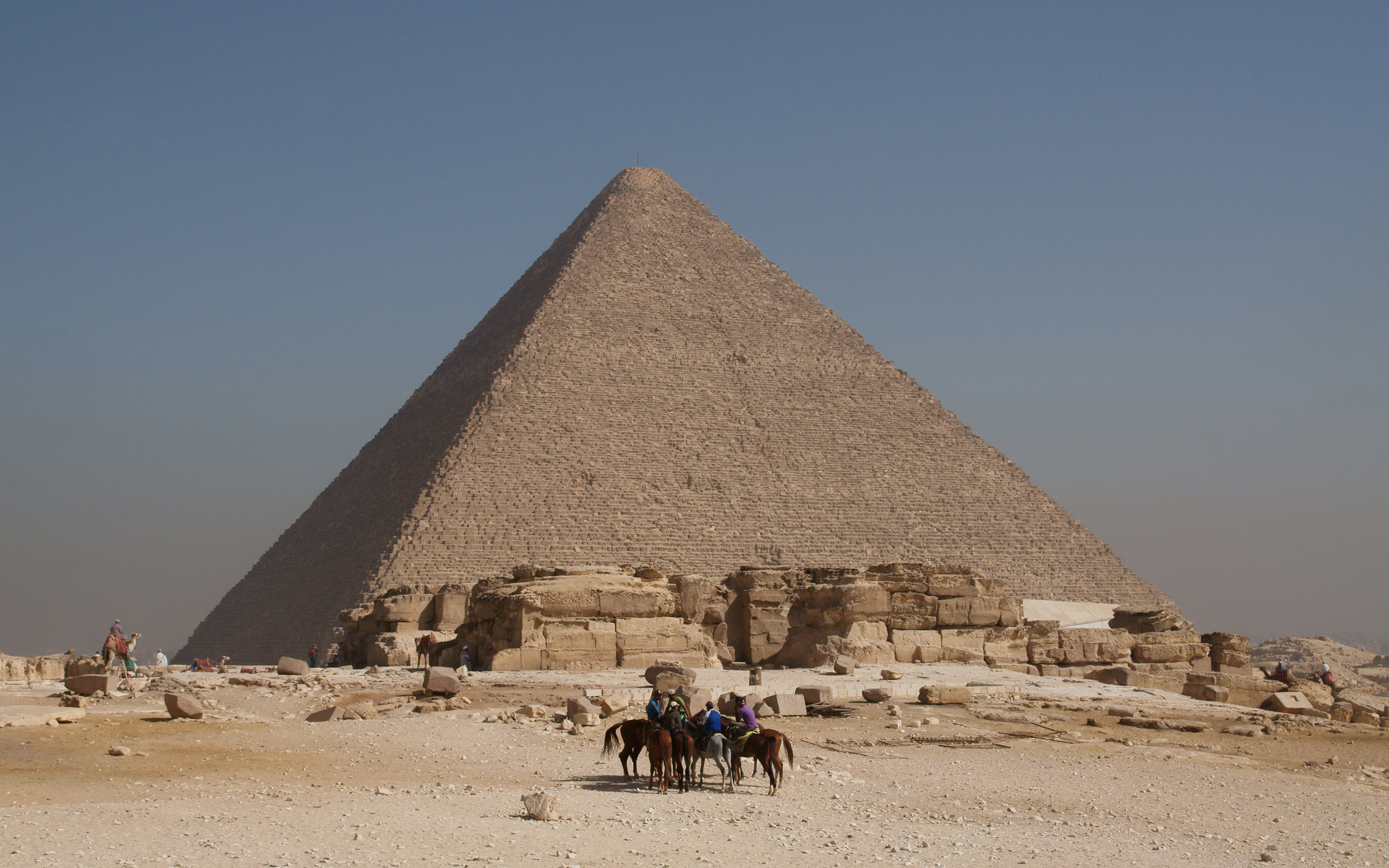
ギザの大ピラミッド

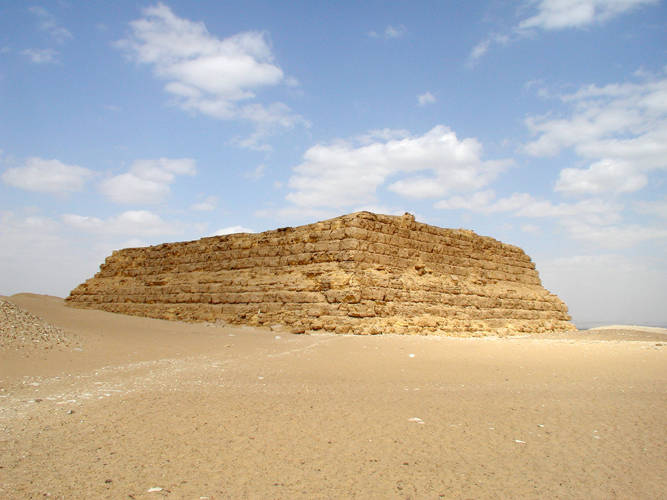
シェプセスカフのマスタバ

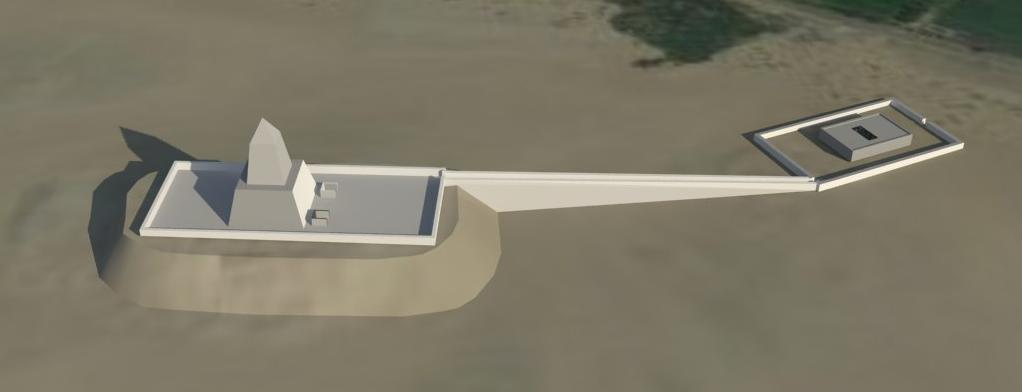
ウセルカフの太陽神殿の3D復元図

### ピラミッド
ピラミッドの建設は古王国時代の極めて重要な特徴の一つである。一般的にマスタバと呼ばれる大型の墳墓から次第に階段ピラミッドが発達し、やがて直線のラインを持った真正ピラミッドが誕生したとされる。ピラミッドの建設目的やその手法、階段ピラミッドと真正ピラミッドの取り扱い方については膨大な研究が存在し、日本の吉村作治のように上記のようなピラミッドの発達過程を想定することに異説を唱える学者も数多いが、ここではそうした問題には立ち入らない。
上で述べたような整備された行政組織を背景に古王国時代には各地にピラミッドが建設されたが、ピラミッドは単独の建造物ではなく、通常ピラミッド複合体（ピラミッド・コンプレックス）と呼ばれる付属施設（神殿や倉庫など）が存在し、建造した王の死後も葬祭は継続して行われた。ピラミッド複合体で行われる葬祭、祭礼は時代を追うごとに重要視される傾向があった。
死後も葬祭儀礼を継続するという行為は、古代エジプトにおいて人間は死後もその霊（カー）が生前と同じく食料を必要とするという発想があったことに由来する。この死者への食料の供給は遺族の義務であったが、次第に神官が代行するのが一般化した。ピラミッド複合体の葬祭儀礼もこの延長上にあるものである。
ピラミッドの詳細についてはピラミッド及び、各ピラミッドの個別項目を参照
この時代に建設されたピラミッドは現在でも数多く残っている。主要なものは以下の通りである。
第3王朝
ジェセル王の階段ピラミッド（サッカラ）
セケムケト王の未完成ピラミッド（サッカラ）
重層ピラミッド（ザウィエト・エル＝アリアン）
他にジェセル王のものと考えられる小型のピラミッドが南からエレファンティネ、エドフ、ヒエラコンポリス、オンボス、アビュドス、ザウィエト・エル＝アリアン、セイラ、そしてデルタ地帯のアトリビスにいたるエジプト全域から発見されている。
第4王朝
スネフェル王の屈折ピラミッド（ダハシュール）
スネフェル王の赤いピラミッド（ダハシュール）
スネフェル王の異形ピラミッド（メイドゥム）
クフ王の大ピラミッド（ギーザ）
ジェドエフラー王のピラミッド（未完成　アブ・ロアシュ）
カフラー王のピラミッド（ギーザ）
メンカウラー王のピラミッド（ギーザ）
第5王朝
ウセルカフ王のピラミッド（サッカラ）
サフラー王のピラミッド（アブシール）
ネフェルイルカラー王のピラミッド（アブシール）
ニウセルラー王のピラミッド（アブシール）
ウナス王のピラミッド（サッカラ）
第6王朝
テティ王のピラミッド（サッカラ）
ペピ1世のピラミッド（サッカラ）
メルエンラー1世のピラミッド（サッカラ）
ペピ2世のピラミッド（サッカラ）

### 太陽神殿
太陽神殿は、第5王朝時代に盛んに作られた太陽神ラーを祭る神殿である。ピラミッド複合体に似た付属施設を持ち、中央にはマスタバに似た基壇がありその上に巨大なオベリスクが建てられた。この構成はラー信仰の本拠地であったヘリオポリスのラー神殿の神聖物である高い砂とベンベン石を模したものであると考えられる。
太陽神殿は当時の記録から少なくても6箇所は建立されたことがわかっているが、位置が確認されて発掘調査が行われたのは2箇所だけである。他の4箇所については現在、位置すらわかっていない。ニウセルラー王の太陽神殿に建てられたオベリスクは、高さが56メートルもあったと推定されている。
ウセルカフ王の太陽神殿（アブシール）
ニウセルラー王の太陽神殿（アブグラーブ）

### スフィンクス
カフラー王のピラミッド複合体に含まれるスフィンクスは、エジプトの彫刻作品の中で最もよく知られたものである。スフィンクスの建設者はカフラーとするのが有力説であるが、異説も多く見られる。しかし一部で言われるようなピラミッドよりも数千年以上前のものであるとする説は根拠薄弱であり、学界において積極的な考慮の対象とはなっていない。

### その他
ティのマスタバ（サッカラ）
宰相メルエルカーのマスタバ（サッカラ）